# روبيرت (أيداهو)
روبرت (بالإنجليزية: Rupert)، هي مدينة رئيسية ومقر مقاطعة مينيدوكا في ولاية أيداهو، الولايات المتحدة الأمريكية. تُعد جزءًا من منطقة بيرلي الحضرية الإحصائية. بلغ عدد سكانها 6,082 نسمة حسب تعداد عام 2020، مقارنة بـ 5,554 نسمة في عام 2010.
تأسست روبرت عام 1906، ونشأت بعد الإعلان عن مشروع استصلاح مينيدوكا الذي وفر الري والكهرباء عقب إتمام سد مينيدوكا على نهر سنيك في نفس العام. وبعد بناء السد، أصبحت روبرت من أوائل المدن في العالم التي أضيئت شوارعها بالكهرباء.

## التركيبة السكانية
قام مكتب تعداد الولايات المتحدة بتحديد بيانات التركيبة السكانية لروبيرت في تعداد الولايات المتحدة. في ما يلي، التركيبة السكانية حسب تعدادي 2000 و2010.

### تعداد عام 2000
بلغ عدد سكان روبيرت 5,645 نسمة بحسب تعداد عام 2000، وبلغ عدد الأسر 2,024 أسرة وعدد العائلات 1,443 عائلة مقيمة في المدينة.
وتوزع التركيب العرقي للمدينة بنسبة 72.65% من البيض و1.17% من الأمريكيين الأصليين و0.32% من الأمريكيين ذوي الأصول الآسيوية و0.02% من سكان جزر المحيط الهادئ و0.37% من الأمريكيين الأفارقة و2.78% من عرقين مختلطين أو أكثر.
بلغ عدد الأسر 2,024 أسرة كانت نسبة 38.3% منها لديها أطفال تحت سن الثامنة عشر تعيش معهم، وبلغت نسبة الأزواج القاطنين مع بعضهم البعض 54.5% من أصل المجموع الكلي للأسر، ونسبة 12.5% من الأسر كان لديها معيلات من الإناث دون وجود شريك، وكانت نسبة 28.7% من غير العائلات. تألفت نسبة 25.2% من أصل جميع الأسر من أفراد ونسبة 12.7% كانوا يعيش معهم شخص وحيد يبلغ من العمر 65 عاماً فما فوق. وبلغ متوسط حجم الأسرة المعيشية 3.31، أما متوسط حجم العائلات فبلغ 2.75.
بلغ العمر الوسطي للسكان 32 عاماً. وكانت نسبة 31.2% من القاطنين تحت سن الثامنة عشر، وكانت نسبة 10.6% بين الثامنة عشر والأربعة وعشرون عاماً، ونسبة 25.0% كانت واقعةً في الفئة العمرية ما بين الخامسة والعشرين حتى الرابعة والأربعين عاماً، ونسبة 18.8% كانت ما بين الخامسة والأربعين حتى الرابعة والستين، ونسبة 14.3% كانت ضمن فئة الخامسة والستين عاماً فما فوق. يوجد لكل 100 أنثى 90.8 ذكر، ويوجد لكل 100 أنثى في الثامنة عشر من عمرها فما فوق 86.7 ذكر.
بلغ متوسط دخل الأسرة في المدينة 25,105 دولار، أما متوسط دخل العائلة فبلغ 29,423 دولار. وكان متوسط دخل الذكور 28,070 دولار مقابل 16,779 دولار للإناث. وسجل دخل الفرد الخاص بالمدينة 12,253 دولار. وكانت نسبة 18.9% من العائلات ونسبة 21.5% من السكان تحت خط الفقر، وكان من هؤلاء نسبة 29.2% تحت سن الثامنة عشر ونسبة 11.7% في الخامسة والستين من العمر وما فوق.

### تعداد عام 2010
بلغ عدد سكان روبيرت 5,554 نسمة بحسب تعداد عام 2010، وبلغ عدد الأسر 2,026 أسرة وعدد العائلات 1,397 عائلة مقيمة في المدينة. في حين سجلت الكثافة السكانية 2,657.4 نسمة لكل ميل مربع (1,026.0/كم2). وبلغ عدد الوحدات السكنية 2,186 وحدة بمتوسط كثافة قدره 1,045.9 لكل ميل مربع (403.8/كم2).
وتوزع التركيب العرقي للمدينة بنسبة 75.0% من البيض و1.6% من الأمريكيين الأصليين و0.4% من الأمريكيين ذوي الأصول الآسيوية و0.3% من الأمريكيين الأفارقة و2.6% من عرقين مختلطين أو أكثر.
بلغ عدد الأسر 2,026 أسرة كانت نسبة 38.8% منها لديها أطفال تحت سن الثامنة عشر تعيش معهم، وبلغت نسبة الأزواج القاطنين مع بعضهم البعض 49.0% من أصل المجموع الكلي للأسر، ونسبة 14.1% من الأسر كان لديها معيلات من الإناث دون وجود شريك، بينما كانت نسبة 5.8% من الأسر لديها معيلون من الذكور دون وجود شريكة وكانت نسبة 31.0% من غير العائلات. تألفت نسبة 26.8% من أصل جميع الأسر من أفراد ونسبة 14.2% كانوا يعيش معهم شخص وحيد يبلغ من العمر 65 عاماً فما فوق. وبلغ متوسط حجم الأسرة المعيشية 3.30، أما متوسط حجم العائلات فبلغ 2.71.
بلغ العمر الوسطي للسكان 33.3 عاماً. وكانت نسبة 30.4% من القاطنين تحت سن الثامنة عشر، وكانت نسبة 9.6% بين الثامنة عشر والأربعة وعشرون عاماً، ونسبة 23.2% كانت واقعةً في الفئة العمرية ما بين الخامسة والعشرين حتى الرابعة والأربعين عاماً، ونسبة 21.8% كانت ما بين الخامسة والأربعين حتى الرابعة والستين، ونسبة 15% كانت ضمن فئة الخامسة والستين عاماً فما فوق. وتوزع التركيب الجنسي للسكان بنسبة 49.0% ذكور و51.0% إناث.